# 33-я улица (линия Лексингтон-авеню, Ай-ар-ти)
|   |     |     |     |     |   |
| · | · л | · э | · э | · л | · |

|   |     |     |     |     |   |
| · | · л | · э | · э | · л | · |

«33-я улица» (англ. 33rd Street) — станция Нью-Йоркского метрополитена, расположенная на линии Лексингтон-авеню, Ай-ар-ти.  На станции останавливаются маршруты: 4 (ночью), 6 (круглосуточно) и <6> (в будни днём в пиковом направлении). Станцию проходят без остановки маршруты 4 (круглосуточно, кроме ночи) и 5 (круглосуточно, кроме ночи). Она представлена двумя боковыми платформами, обслуживающими два локальных пути.
Станция была открыта 27 октября 1904 года в составе первой очереди сети Interborough Rapid Transit Company (IRT). В это время поезда ходили от станции City Hall до 145th Street.
К северу от станции четыре пути расходятся в стороны по два, чтобы освободить место для тоннеля Парк-авеню, проходящего между ними.
- Картуш с орлом и числом 33
- Зал ожидания
- Турникеты и стены на платформе
- Вход на станцию
- Фото 1904 года
- Экспресс-пути, расположенные глубже локальных